# 欽州灣戰鬥
欽州灣戰鬥發生於1939年11月15－18日，地點則是在中國粵西一帶。是抗日戰爭主要戰鬥之一，交戰一方為守軍之國民革命軍，另一方則為日軍。